# Еремеев, Михаил Леонидович
Михаил Леонидович Еремеев (20 декабря 1941 — 14 июня 2007) — советский и российский актёр театра и кино. Заслуженный артист РСФСР (1991).

## Биография
Родился 20 декабря 1941 года в Свердловске (Екатеринбург).
В 1964 году окончил Школу-студию МХАТ (курс П. В. Массальского).
С сентября 1965 года — артист Театра Армии.
Скончался 14 июня 2007 года в Москве. Похоронен на Останкинском кладбище.

## Фильмография
- 2007 — Завещание Ленина — эпизод
- 2007 — Адвокат-4 — Сотников-старший
- 2006 — Знаки любви | Signs of Love — Кинзюлис
- 2005 — Бальзаковский возраст, или Все мужики сво... 2 — папа Юли
- 2004 — Штрафбат — Александр Андреевич Родянский, командир роты в штрафном батальоне, позже штрафник
- 2004 — Бальзаковский возраст, или Все мужики сво… — папа Юли
- 1991 — Армавир — Павел Петрович Смирнов
- 1990 — Шарады Бродвея (фильм-спектакль) — Ллойд Робертс
- 1989 — Лёгкие шаги — Нил Сократович
- 1985 — Площадь Восстания
- 1985 — Корабль пришельцев — зам. главного конструктора
- 1980 — Однажды двадцать лет спустя — Михаил Еремеев
- 1977 — Почти смешная история посетитель столовой
- 1975—1989 — Следствие ведут Знатоки
- 1974 — Отроки во Вселенной — эпизод, робот-вершитель
- 1974 — Господин Пунтила и его слуга Матти (фильм-спектакль)
- 1970 — Кража — Михаил Аркадьевич Храмов
- 1969 — Жди меня, Анна — Саша Маклецов
- 1967 — Морские рассказы — матрос
- 1965 — Здравствуй, это я! — эпизод
- 1964 — Первый снег — Юдин

## Театральные работы
- «На той стороне» — Болдырев
- «Учитель танцев» — Белардо
- «Солдат и Ева» — Чародей
- «Физики» — Инспектор Фосе
- «Вишнёвый сад» — Почтовый чиновник
- «Камешки на ладони» — обер-лейтенант Дорм
- «Смерть Иоанна Грозного» — Сицкий
- «Ринальдо идёт в бой» — Дон Николо
- «Хождение по мукам» — Фон Мекке
- «Тогда в Тегеране» — Шауб, Тутман, Махмуд-бей
- «Раскинулось море широко» — Курт Розе
- «Не беспокойся, мама!» — Гиви
- «Тот, кто получает пощечины» — Толкач
- «Мы — цемент» — Якоб
- «Остров сокровищ» — доктор
- «Спутники» — Незвецкий
- «Мы, русский народ» — Злой
- «Дело жизни» — Полковник
- «Лес» — Несчастливцев
- «Усвятские шлемоносцы» — Кол
- «Оптимистическая трагедия» — высокий матрос
- «Эхо» — директор совхоза
- «Молва» — Мысливец
- «Закон вечности» — Иорданишвили, Мерданадзе
- «Кортик» — художник
- «Обретение» — старый пастух
- «Идиот» — Иволгин
- «Дорога на Бородухино» — Иван
- «Схватка» — Рэдли
- «Сватовство майора» — Ригель
- «Провокация» — Пастор
- «Мандат» — Ильченкин
- «Сад» — Женя Зарубин
- «Счастье моё» (по пьесе А. Червинского) — Оскар Борисович
- «Макбет» — Старик
- «Павел I» — Грубер
- «Шарады Бродвея» — Ллойд Робертс
- «Боже, храни короля» — доктор Прентис
- «Сердце не камень» — Халымов
- «Странная миссис Сэвидж» — доктор Эммет
- «Севатопольский марш» — Смотритель станции
- «Давным-давно» (постановка Б. Морозова) — Губернатор
- «Школа любви» — отец Финнеган
- «Гамлет» — 1-й могильщик